# Crnogorski internetski portali
Ovdje se abecedno upisuju crnogorski internetski portali. Treba upisati ime portala, internetsku adresu u zagradi (bez "http://"!), te opis portala u najviše 3 rečenice ili 300 znakova.
| Sadržaj: Vrh \| A \| B \| C \| Č \| Ć \| D \| Dž \| Đ \| E \| F \| G \| H \| I \| J \| K \| L \| Lj \| M \| N \| Nj \| O \| P \| Q \| R \| S \| Š \| T \| U \| V \| W \| X \| Y \| Z \| Ž |

## C
- Cafe del Montenegro (www.cdm.me)

- Crnogorski fudbal (cg-fudbal.com) je prvi i zasad jedini crnogorski portal. Radi od 2. travnja 2010. godine. Na portalu je moguće naći vijesti o 1. i 2. crnogorskoj ligi te o ostalim natjecanjima koja su pod okriljem cg. nogometnog saveza, zatim sve vijesti o crnogorskim nogometnim reprezentacijama (A sastav, do 21, do 19, do 17, dvoranski nogomet, ženski nogomet). Na njemu je moguće pronaći i sve informacije o crnogorskim igračima koji nastupaju u inozemstvu.